# Marechausseemedaille
De Marechausseemedaille, werd op 22 november 2003 ingesteld om operationele (parate) dienst in de Koninklijke Marechaussee in binnen- en buitenland te belonen.
Voormalig dienstplichtigen zijn uitgesloten van toekenning die pas na het vervullen van een aantal zeer strenge en precieze criteria kan geschieden. De Medaille kan alleen aan die militair in de zin van "militair in werkelijke dienst" waren worden uitgereikt. De medaille werd bij ministerieel besluit ingesteld en wordt door de minister van Defensie verleend. Het diploma wordt door een ambtenaar, de directeur personeel getekend. Het betreft dus geen koninklijke onderscheiding.
Het instellingsbesluit noemt:
- Dienst gedurende een periode van ten minste 48 maanden, opgebouwd uit perioden van minimaal 30 aaneengesloten dagen, dienst heeft verricht bij een operationele eenheid van de Koninklijke Marechaussee in het buitenland;
- Dienst gedurende een periode van ten minste 48 maanden, opgebouwd uit perioden van minimaal 30 aaneengesloten dagen, dienst heeft verricht bij een operationele eenheid van de Koninklijke Marechaussee in Nederland, en bovendien
- Dienst gedurende een periode van ten minste 24 maanden, opgebouwd uit perioden van minimaal 30 aaneengesloten dagen dienst heeft verricht in het buitenland bij een operationele eenheid of bij een in het buitenland gestationeerde internationale operationele eenheid of staf, of
- Dienst gedurende een periode van ten minste 6 maanden dienst heeft verricht bij een eenheid in de Nederlandse Antillen, het voormalig Nederlands Nieuw-Guinea of het voormalig Koninkrijksdeel Suriname, dan wel ten minste 6 maanden dienst heeft verricht bij een onderdeel van de Koninklijke Landmacht, Koninklijke Marine of van de Koninklijke Luchtmacht, dat in een van de hiervoor genoemde gebieden was ingezet;
- Dienst gedurende een periode van ten minste 84 maanden, opgebouwd uit perioden van minimaal 30 aaneengesloten dagen, dienst heeft verricht bij een operationele eenheid van de Koninklijke Marechaussee in Nederland;
- Dienst gedurende een BSB-functieopleiding of na afloop van een BSB-functieopleiding gedurende 24 maanden, opgebouwd uit perioden van minimaal 30 aaneengesloten dagen, dienst heeft verricht bij de Brigade Speciale Beveiligingsopdrachten.

Ten aanzien van de militair van de Koninklijke Marechaussee die vanuit een ander krijgsmachtdeel is ingestroomd, wordt de bij dat krijgsmachtdeel verrichte operationele dienst gelijkgesteld met dienst verricht bij een operationele eenheid van de Koninklijke Marechaussee als bedoeld in het eerste lid.
De medaille is rond en vervaardigd van bronskleurig metaal. De voorzijde vertoont het westelijk halfrond met daarop het KMar-embleem (een springende granaat met gesloten vlam), oprijzend uit de Atlantische Oceaan. De keerzijde vertoont het gebruikelijke Rijkswapen.

## De praktijk
De richtlijnen leiden tot problemen en onvrede wanneer een militair voor diverse krijgsmachtonderdelen heeft gewerkt. Men kan dan de perioden niet bij elkaar optellen en komt niet aan de strenge criteria van het Besluit. In de toelichting van de Minister van Defensie wordt hierover opgemerkt dat de Landmachtmedaille ook kan worden toegekend aan militairen van de Koninklijke Marine, van de Koninklijke Luchtmacht en van de Koninklijke Marechaussee die voldoen aan de voorwaarden, genoemd in artikel 3, eerste lid. De Minister merkt daarbij op dat "dit in de praktijk slechts zelden zal voorkomen". Daarnaast is het, zo stelt de Minister van Defensie " mogelijk dat aan militairen van de Koninklijke Landmacht de Marinemedaille wordt toegekend. In verband hiermee is in artikel 4 onder a vastgelegd dat bij de berekening van de tijdsduur, nodig voor het verkrijgen van de Landmachtmedaille, diensttijd op grond waarvan een met de Landmachtmedaille vergelijkbare onderscheiding is toegekend, buiten beschouwing wordt gelaten. Met deze bepaling wordt beoogt "dubbel decoreren" voor dezelfde operationele diensttijd tegen te gaan. De zinsnede "een met de Landmachtmedaille vergelijkbare onderscheiding" ziet in de eerste plaats op de Marinemedaille. Daarnaast is niet uit te sluiten dat in de toekomst ook ten aanzien van de Koninklijke Luchtmacht en ten aanzien van de Koninklijke Marechaussee met de Landmachtmedaille vergelijkbare operationele onderscheidingen worden ingesteld".

## De medaille
De ronde bronzen medaille heeft een diameter van 35 millimeter en wordt aan een lint op de linkerborst gedragen. De voorzijde van de medaille vertoont het Westelijk halfrond met in het midden het embleem van de Koninklijke Marechaussee oprijzend uit de Atlantische Oceaan. Op de keerzijde staat het Rijkswapen.
Het lint is 27 millimeter breed en heeft zeven banen in de kleuren Nassausch-blauw, lichtblauw, wit, groen, wit, lichtblauw, en Nassausch-blauw in breedtes van respectievelijk 6, 3, 1, 7, 1, 3 en 6 millimeter. De symboliek van de kleurkeuze is dat blauw voor trouw, in dit geval aan de Koningin en het Huis Oranje-Nassau, wit voor vrede en groen voor hoop staat.
De Marechausseemedaille werd ingesteld omdat er al sinds 1985 een Marinemedaille bestond voor het marinepersoneel. In het verleden kregen militairen, en ook manschappen, onderofficieren en officieren van de Koninklijke Marechaussee soms een marinemedaille, ook kan een matroos, wanneer deze een tijdlang onder commando van een landmachtofficier stond, de Landmachtmedaille verwerven.
De Minister van Defensie hoopt met de medaille de militairen die in het buitenland worden gestationeerd te motiveren. De afwezigheid van familie en andere offers worden bij vredesoperaties enigszins goedgemaakt door de daarbij behorende medailles maar voor wie in Seedorf of Suriname lange tijd onder commando van een landmachtofficier stond kreeg geen medaille waar dat bij diegenen die onder commando van een marineofficier stonden wel het geval was.
Achttien jaar nadat voor de Marine een vergelijkbare onderscheiding, de Marinemedaille, en na de Landmachtmedaille maar voor de Luchtmachtmedaille het licht zag, werd ook voor de Koninklijke Marechaussee een met de Marinemedaille vergelijkbare operationele onderscheiding ingesteld. Dat dergelijke instellingen niet "uit te sluiten zouden zijn" werd al opgemerkt in het Ministerieel Besluit waarin de Marinemedaille in 1985 was ingesteld.